# Guayabito de Pedroza
Guayabito de Pedroza är en ort i Mexiko.   Den ligger i kommunen Pénjamo och delstaten Guanajuato, i den centrala delen av landet, 300 km väster om huvudstaden Mexico City. Guayabito de Pedroza ligger 1 686 meter över havet och antalet invånare är 507.
Terrängen runt Guayabito de Pedroza är platt åt sydväst, men åt nordost är den kuperad. Terrängen runt Guayabito de Pedroza sluttar söderut. Runt Guayabito de Pedroza är det ganska tätbefolkat, med 104 invånare per kvadratkilometer. Närmaste större samhälle är La Piedad Cavadas, 7,5 km sydväst om Guayabito de Pedroza. Trakten runt Guayabito de Pedroza består till största delen av jordbruksmark.